# Давыдов, Яков Дмитриевич
Яков Дмитриевич Давыдов — воевода на службе у удельного князя углицкого Дмитрия Жилки.
Дворянин из рода Давыдовых-Морозовых — VIII колено от Михаила Прушанина. Второй из семи сыновей Дмитрия Давыдовича Морозова. Имел трёх сыновей: Ивана, Григория Клагу и Фёдора.
В мае 1512 года ходил как третий воевода полка левой руки с полком левой руки на реку Угра против царевича Ахмат Гирея. В 1515 как второй воевода большого полка ходил против литовцев от Словажа к Мстиславлю. В июле 1531 послан вторым воеводой в Коломну.